# 난쯔 기술산업단지 역
난쯔 기술산업단지 역은 가오슝 첩운 홍선의 1역이다.

### 비고
영어 긴 역 이름 술 보낸, 차의 LED 윤곽은 R19_Nanzih Export Processing Z이다.

## 역 구조

### 승강장

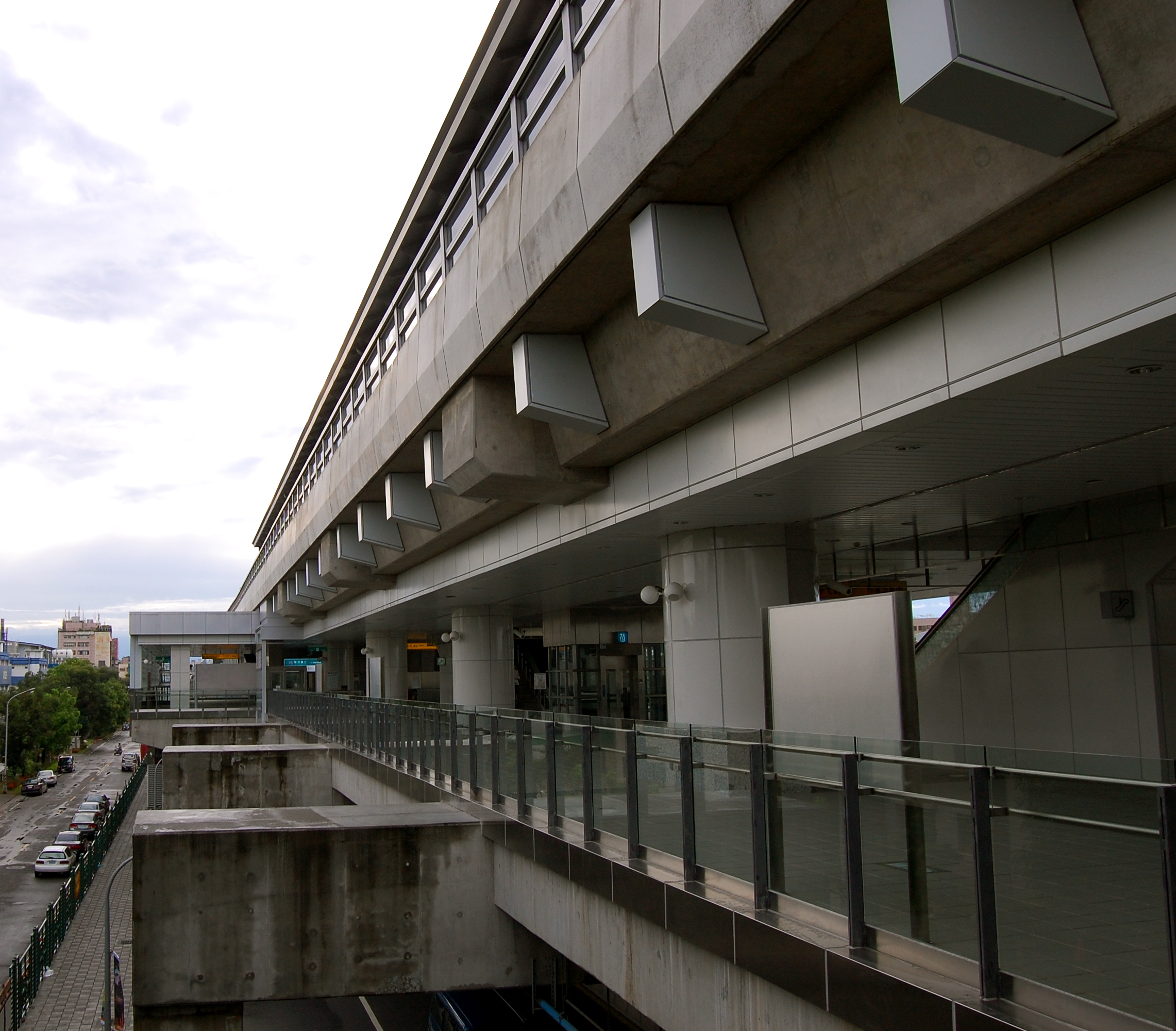
난쯔 가공구 역

| 지면     | 출입구                     | 출입구                                                |
| 지상 1층 | 승강장                     | 출입구                                                |
| 지상 1층 | 승강장                     | 화장실                                                |
| 지상 2층 | 1호 플랫폼                 | ←가오슝 첩운 홍선 샤오강방면（기름 공장 초등학교 역） |
| 지상 2층 | 플랫폼，문의 왼쪽 / 오른쪽 |                                                       |
| 지상 2층 | 2호 플랫폼                 | 가오슝 첩운 홍선 남강산방면（후징 역）→               |

## 역 출입구
역의 남쪽 끝에 위치한 출입구1,2，역의 북쪽 끝에 위치한 출입구3,4,5,6이다.
- 출입구1：난쯔 가공구 게이트
- 출입구2：가창로 동쪽
- 출입구3：가창로 동쪽
- 출입구4：가창로 동쪽
- 출입구5：가창로 서쪽
- 출입구6：가창로 서쪽